# المركز الديمقراطي (فرنسا)
المركز الديمقراطي (CD) هو حركة سياسية فرنسية وسطية الميول. تأسست من قبل جان لوكانوي بعد حملته الرئاسية في عام 1965، واندمجت في "مركز الديمقراطيين الاجتماعيين" في عام 1976.

## التاريخ
نُشر بيان المركز الديمقراطي في 7 يناير 1966، ويعود تأسيس الحركة على يد جان لوكانوي إلى 2 فبراير 1966. في البداية، جمع بين أعضاء من حزب الجمهوريين المستقلين (MRP) والمستقلين والراديكاليين. ومع ذلك، سرعان ما انخفضت دينامية ترشح لوكانوي ووجد المركز الديمقراطي نفسه يتنافس على اليسار مع جبهة التقدم والاشتراكية (FGDS) وعلى اليمين مع الاتحاد من أجل الجمهورية (UNR). بالإضافة إلى ذلك، غادر أعضاء الراديكاليين (مثل موريس فور) التشكيلة للانضمام إلى جبهة التقدم والاشتراكية.
في الانتخابات التشريعية لعام 1967، حصل الحزب على 41 عضوًا فقط (13.4٪ من الأصوات)، وجلسوا في مجموعة التقدم والديمقراطية الحديثة في الجمعية الوطنية. أما في الانتخابات التشريعية لعام 1968، فقد تراجعت الحركة إلى 33 عضوًا (10.3٪ من الأصوات).
في عام 1969، طرحت قضية الانضمام إلى جورج بومبيدو بعد انتخابه رئيسًا للجمهورية. على الرغم من دعم لوكانوي لألان بوهير، أخفى المركز الديمقراطي معارضته للأغلبية الرئاسية. وغالبًا ما كانت قرارات حكومة جاك شابان ديلماس تتوافق مع اقتراحات الحركة.
في الانتخابات التشريعية لعام 1973، انعكست الترددات في المركز الديمقراطي في العدد المحدود من النواب (34). ولكن وفاة بومبيدو والانتخابات الرئاسية المبكرة لعام 1974 أنهت حالة الارتباك في الحركة. أعلن المركز الديمقراطي سريعًا تأييده لفاليري جيسكار ديستانج. في 23 مايو 1976، تأسس مركز الديمقراطيين الاجتماعيين (CDS)، والذي جمع بين المركز الديمقراطي ومركز الديمقراطية والتقدم بقيادة جاك ديواميل. وهذا في الواقع إحياء لحزب الجمهوريين المستقلين (MRP).
جمعية الشباب الوطنية للمركز الديمقراطي (ANJ-CD) كانت حركة الشباب التابعة للمركز الديمقراطي.

## أعضاء المركز الديمقراطي:
- جان لوكانوي (الرئيس)
- بيير أبيلان (الأمين العام)
- بول بيرنان
- بيرتراند موت
- بول ستيلين
- أندريه ديليجانت
- جان ماري دايت
- ألان بوهير
- جان ماري كارو
- موريس-رينيه سيمونيه

## نتائج الانتخابات

### رئاسي
| السنة | مُرَشَّح       | الجولة الأولى | الجولة الأولى | الجولة الثانية | الجولة الثانية | نتيجة |
| السنة | مُرَشَّح       | الأصوات       | %             | الأصوات        | %              | نتيجة |
| ----- | ---------- | ------------- | ------------- | -------------- | -------------- | ----- |
| 1969  | آلان بوهير | 5,268,613     | 23.31%        | 7,943,118      | 41.79%         | خاسر  |